# رأس النقب
قرية رأس النقب هي إحدى القرى التابعة لمركز طابا في محافظة جنوب سيناء في جمهورية مصر العربية. حسب إحصاءات سنة 2018، بلغ إجمالي السكان في رأس النقب 453 نسمة، منهم 238 رجل و 215 امرأة.